# Награди „Оскар“ (85-а церемония)
Осемдесет и петата церемония по връчване на филмовите награди „Оскар“ се провежда на 24 февруари 2013 г. в Долби Тиътър в американския град Лос Анджелис. Номинациите са обявени на 11 януари същата година, а филмът с най-много номинации е Линкълн в 12 категории, следван от Животът на Пи – 11.
Водещ на церемонията е актьорът Сет Макфарлън. Тя се превръща в най-гледаната церемония от 2004 г. (76-те награди) насам, с 42,40 милиона зрителите.

## Награди
Победители са първи в списъка и са с удебелен шрифт.
| Най-добър филм | Най-добър режисьор |
| --- | --- |
| - Арго - Amour - Зверовете на дивия юг - Джанго без окови - Животът на Пи - Линкълн - Клетниците - Наръчник на оптимиста - Враг номер едно                                    | - Анг Лий – Животът на Пи - Михаел Ханеке – Amour - Дейвид Ръсел – Наръчник на оптимиста - Стивън Спилбърг – Линкълн - Бен Зайтлин – Зверовете на дивия юг |
| Най-добра мъжка роля | Най-добра женска роля |
| - Даниъл Дей-Луис – Линкълн - Брадли Купър – Наръчник на оптимиста - Хю Джакман – Клетниците - Хоакин Финикс – Учителят - Дензъл Уошингтън – Полет                            | - Дженифър Лорънс – Наръчник на оптимиста - Джесика Частейн – Враг номер едно - Еманюел Рива – Amour - Куавенжаней Уолис – Зверовете на дивия юг - Наоми Уотс – Невъзможното |
| Най-добра поддържаща мъжка роля | Най-добра поддържаща женска роля |
| - Кристоф Валц – Джанго без окови - Алан Аркин – Арго - Робърт де Ниро – Наръчник на оптимиста - Филип Сиймур Хофман – Учителят - Томи Лий Джоунс – Линкълн                   | - Ан Хатауей – Клетниците - Ейми Адамс – Учителят - Сали Фийлд – Линкълн - Хелън Хънт – Сеанси - Джаки Уийвър – Наръчник на оптимиста |
| Най-добра анимация | Най-добра оригинална песен |
| - Храбро сърце - Франкенуини - ПараНорман - Пиратите! Банда неудачници - Разбивачът Ралф                                                                                      | - Skyfall от 007 Координати: Скайфол – Адел и Пол Епуърт - Before My Time от Chasing Ice – Джей Ралф - Everybody Needs a Best Friend от Приятелю, Тед – Уолтър Мърфи и Сет Макфарлън - Pi's Lullaby от Животът на Пи – Майкъл Дана и Бомбай Жаяшри - Suddenly от Клетниците – Клод-Мишел Шьонберг, Херберт Крецмер и Ален Бублил |
| Най-добър оригинален сценарий | Най-добър адаптиран сценарий |
| - Джанго без окови – Куентин Тарантино - Amour – Михаел Ханеке - Полет – Джон Гетис - В царството на пълнолунието – Уес Андерсън и Роман Копола - Враг номер едно – Марк Боул | - Арго – Крис Терио от The Master of Disguise на Антонио Мендес & The Great Escape на Джошуа Биърман - Зверовете на дивия юг – Луси Алибар и Бен Зайтлин от Juicy and Delicious на Луси Алибар - Животът на Пи – Дейвид Магии от Животът на Пи на Ян Мартел - Линкълн – Тони Къшнър от Team of Rivals: The Political Genius of Abraham Lincoln на Дорис Кърнс Гудуин - Наръчник на оптимиста – Дейвид Ръсел от The Silver Linings Playbook на Матю Куик |

## Филми с най-много номинации и награди
Следните филми получават най-много номинации
- 12 номинации: Линкълн
- 11 номинации: Животът на Пи
- 8 номинации: Клетниците и Наръчник на оптимиста
- 7 номинации: Арго
- 5 номинации: Amour, Джанго без окови, 007 Координати: Скайфол и Враг номер едно
- 4 номинации: Ана Каренина и Зверовете на дивия юг
- 3 номинации: Хобит: Неочаквано пътешествие и Учителят
- 2 номинации: Полет и Снежанка и ловецът

Следните филми получават най-много награди
- 4 награди: Животът на Пи
- 3 награди: Арго и Клетниците
- 2 награди: Джанго без окови, Линкълн и 007 Координати: Скайфол